# Ameixial
Ameixial ist eine portugiesische Gemeinde (Freguesia) und Kleinstadt (Vila) im Kreis (Concelho) von Loulé mit 381 Einwohnern (Stand 19. April 2021)..